# Šťavnatka modřínová
Šťavnatka modřínová (Hygrophorus lucorum) je druh houby z čeledi šťavnatkovité (Hygrophoraceae).

## Znaky
Tenký klobouk má v průměru 3–13 cm. Nejdříve je kuželovitý, později zvoncovitý, plošně rozložený až silně, nálevkovitě vmáčklý, celou dobu výrazně vyniká středový hrbol. Okraje jsou podvinuté. Pokožka je slizká, výrazně citronově až zlatavě žlutá.
Lupeny jsou nízké (0,4–0,6 cm), tlusté, na klobouku řídce uspořádané a u třeně sbíhavé. Barvu mají bělavou až žlutavou. Výtrusný prach je bílý.
Třeň je 3–8 cm dlouhý, štíhlý, válcovitý, sliznatě vločkatý či vrostle vláknitý, bílý, ve spodní polovině a u báze žlutý. U mladých plodnic můžeme pozorovat nepatrný, slizový prsten.
Křehká, bílá až žlutavá dužnina má nenápadnou vůni i chuť. Typický znak je výraznější žluté zbarvení dužniny u okrajů.

## Užití
Jedlá, ceněná houba.

## Ekologie
Tato šťavnatka roste velmi hojně od října do prosince. Tento druh je vázán výhradně na modříny, vyroste kdekoliv v místě výskytu těchto stromů (zejména tedy ve smíšených a jehličnatých lesích, ale i např. v parcích). Často je k nalezení ve velkých skupinách čítajících až stovky plodnic. Relativně dobře odolává i prvním mrazům.

## Rozšíření
Druh byl popsán v oblastech Evropy, Kanady, Ruska a Japonska.

## Galerie

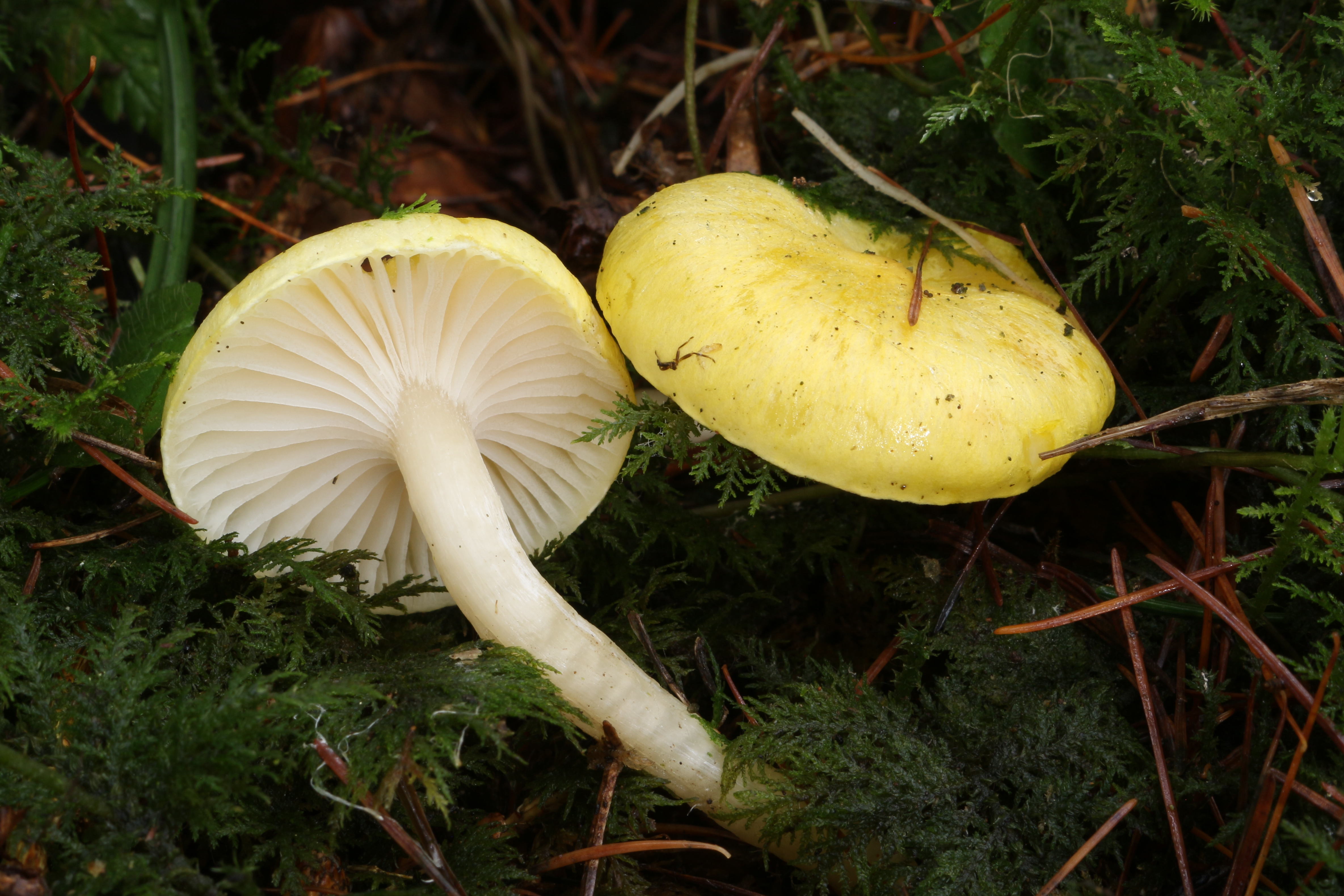
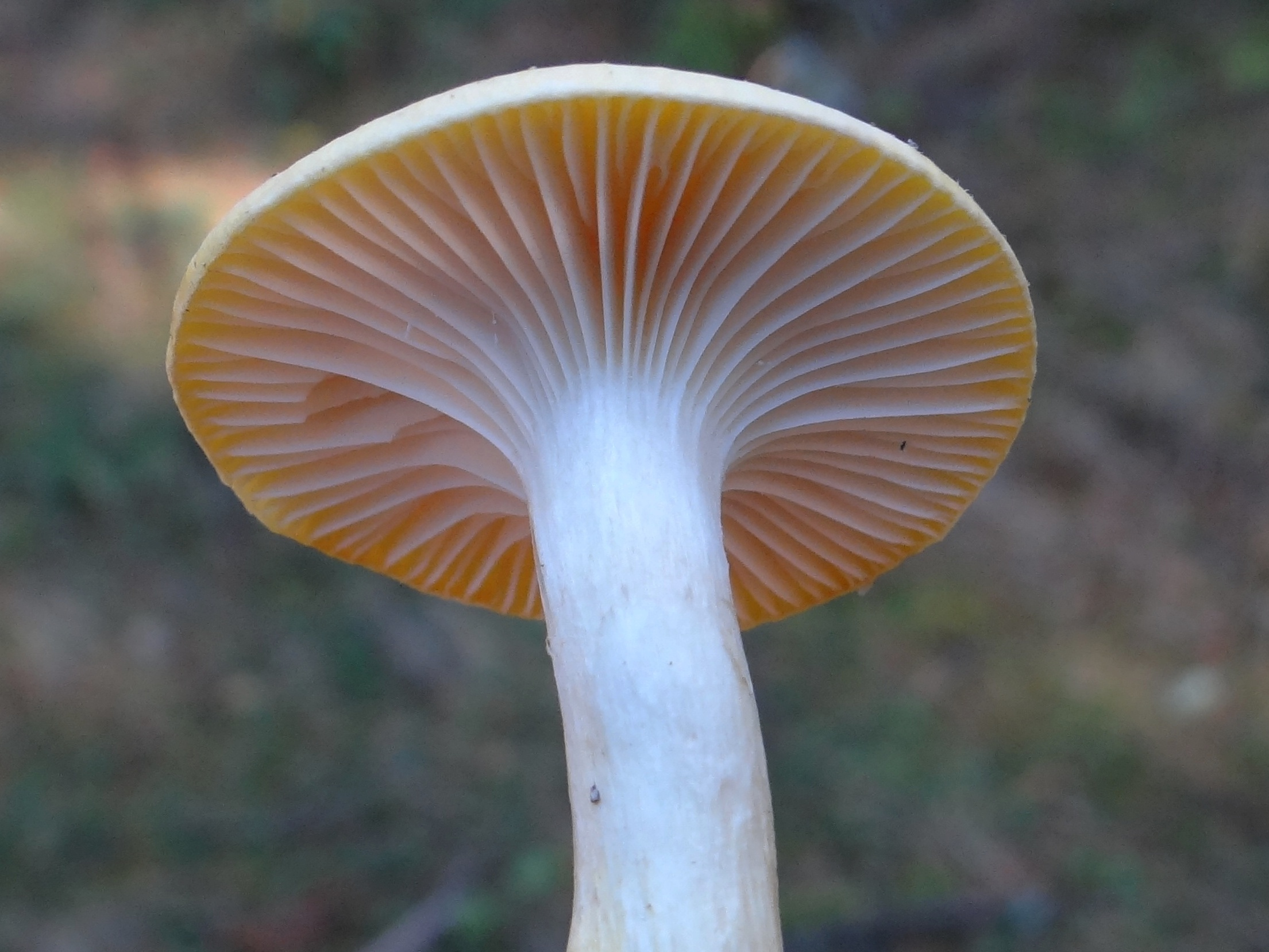
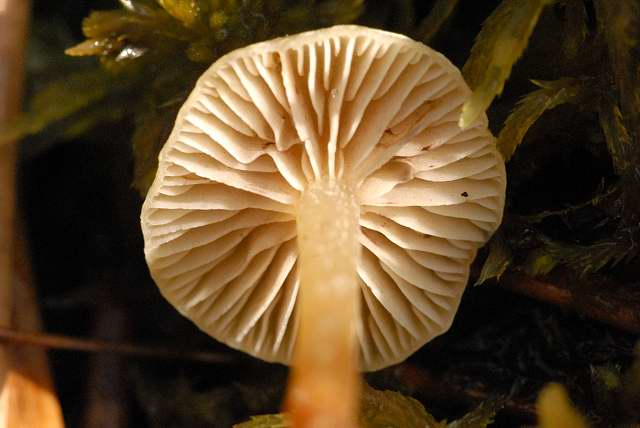
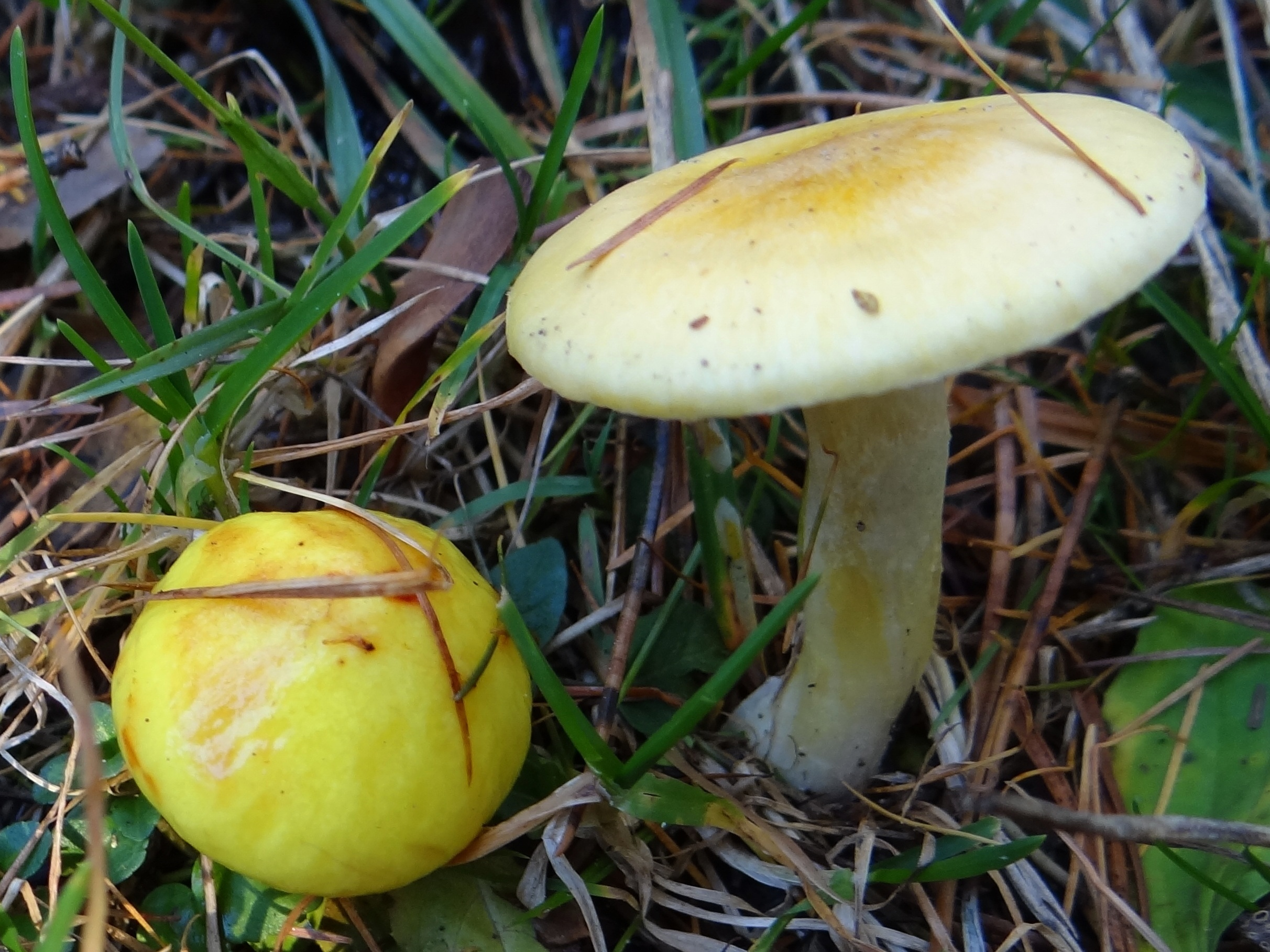

## Možnost záměny
- Šťavnatka pomrazka (Hygrophorus hypothejus)
- Čirůvka sírožlutá (Tricholoma sulphureum)

V porovnáni s výše jmenovanými druhy má šťavnatka modřínová velmi pozdní dobu výskytu.